# 卫峪乡
卫峪乡是中国陕西省渭南市华阴市下辖的一个乡。

## 行政区划
卫峪乡下辖以下行政区：
段家城村、张家城村、吕家城村、延家城村、斜里村、王家城村、坪塬村、沙渠村、南场村、新华村、双泉村、沙坡村、东谢村、西河村、镇阳村、周家村、苗家村、西谢村